# Islas Chafarinas

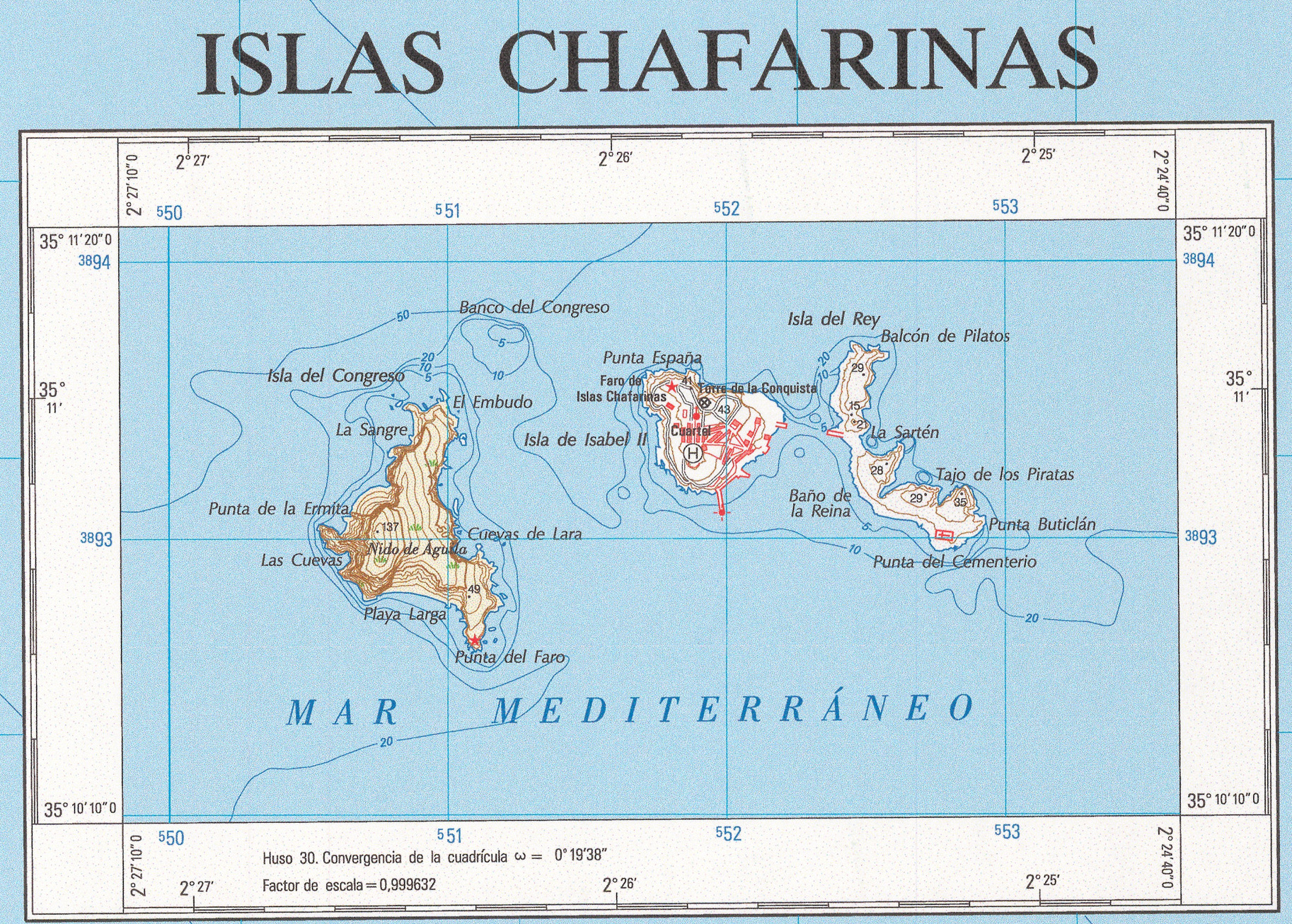

Die Islas Chafarinas (Chafarineninseln, marokkanisches Tamazight ⵜⴰⴽⴼⴰⵔⵉⵏⴰⵙ Takfarinas) sind eine politisch zu Spanien gehörende Inselgruppe, die etwa 50 km östlich von Melilla und nur vier Kilometer vor dem Ort Ras el Ma an der marokkanischen Küste liegt. Der Archipel, der eine Plaza de soberanía darstellt, besteht aus den Inseln Isla de Isabel II, Isla del Congreso und Isla del Rey (Francisco). Die Gesamtfläche der Inseln beträgt 52 ha.

## Geographie
- Isla del Congreso: Auf der größten Insel des Archipel befindet sich ein Gefängnis, das aber nicht mehr genutzt wird. Der Cerro Nido de las Águilas ist mit einer Höhe von 137 Metern die höchste Erhebung der Inselgruppe.
- Isla de Isabel II: Die einzige bewohnte Insel des Archipel beherbergt eine Militärstation. Außer den militärischen Gebäuden gibt es eine Kirche, die zwischen 1851 und 1853 erbaut wurde.
- Isla del Rey: Die dritte Insel des Archipel hat eine Fläche von etwa 12 Hektar, steht unter Naturschutz und wird nicht bewohnt.

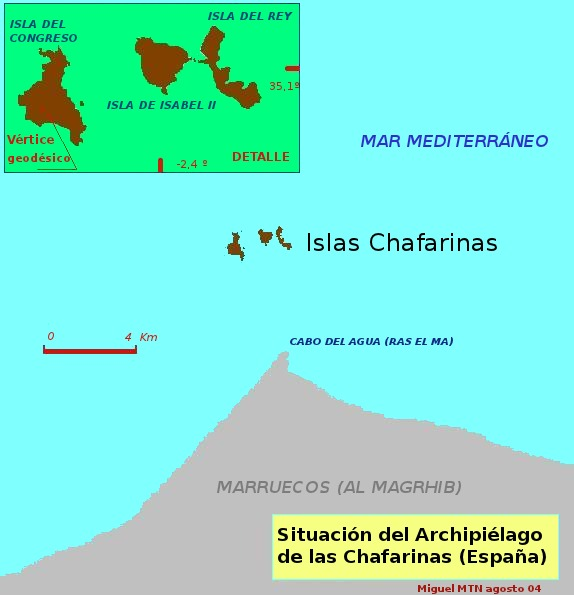
Lage vor der marokkanischen Küste
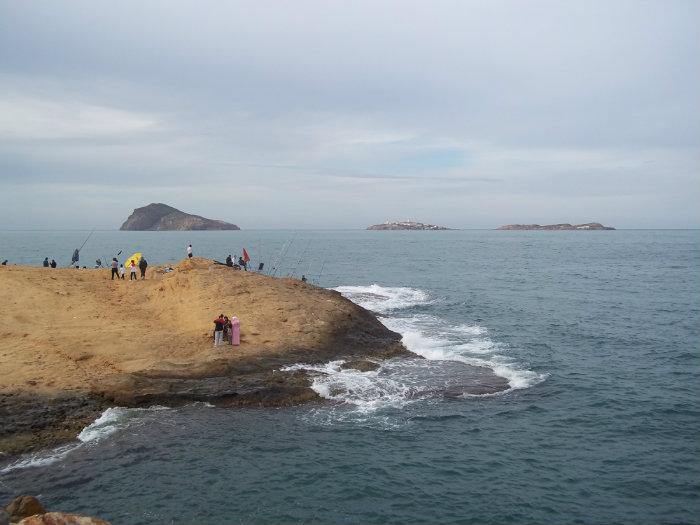
Islas Chafarinas (um 2011)

## Bevölkerung
Auf den Inseln gibt es keine zivile Bevölkerung; lediglich auf Isla de Isabel II befindet sich eine kleine Militärstation.

## Geschichte
Die damals unbewohnten Inseln wurden am 6. Januar 1848 von den Spaniern besetzt, im Wettlauf gegen eine französische Militärexpedition, die die Inselgruppe nur einige Stunden später erreichte. Sie ist heute mit Garnison, kleinem Hafen und Leuchtturm ausgestattet, zudem mit einem Vogelschutzgebiet. Der Name Chafarinas entstammt der Berbersprache und bedeutet in etwa ‚die Inseln der Piraten‘.